# Liga Mexicana de Voleibol Varonil
Para la liga de voleibol femenil, véase Liga Mexicana de Voleibol Femenil.
La Liga Mexicana de Voleibol Varonil es la liga de voleibol más importante de México. Está conformada en la actualidad por 9 equipos a lo largo y ancho del país.

## Fundación
La LMVV se fundó en 2013 con el apoyo de la Federación Mexicana de Voleibol (FMVB).

## Equipos Temporada 2020
Temporada 2020
| Liga Mexicana de Voleibol Varonil 2019 |                                      |
| Equipo                                 | Sede                                 |
| Bravos de Michoacán                    | Morelia, Michoacán                   |
| Indios de la UACJ                      | Ciudad Juárez, Chihuahua             |
| Jaguares de Nuevo Laredo               | Nuevo Laredo, Tamaulipas             |
| Tapatíos de Jalisco                    | Guadalajara, Jalisco                 |
| Tigres de la UANL                      | San Nicolás de los Garza, Nuevo León |
| Vaqueros de la URN                     | Cuauhtémoc, Chihuahua                |
| Virtus Guanajuato                      | León, Guanajuato                     |

## Tabla de Campeones
| Temporada | Campeón             | Sets | Subcampeón               |
| --------- | ------------------- | ---- | ------------------------ |
| 2014      | Cedrus Hidalgo      | 3-2  | Tigres de la UANL        |
| 2015      | Tigres de la UANL   | 3-0  | Dorados de Chihuahua URN |
| 2016      | Tigres de la UANL   | 3-0  | Virtus Guanajuato        |
| 2017      | Tigres de la UANL   | 3-1  | Virtus Guanajuato        |
| 2018      | Tapatíos de Jalisco | 3-1  | Jaguares de Nuevo Laredo |
| 2019      | Tigres de la UANL   | 3-1  | Jaguares de Nuevo Laredo |
| 2020      | Virtus Guanajuato   | 3-1  | Tigres de la UANL        |

### Palmarés
| Equipo                   | Títulos | Subtítulos | Años de campeonato     |
| ------------------------ | ------- | ---------- | ---------------------- |
| Tigres de la UANL        | 4       | 2          | 2015, 2016, 2017, 2019 |
| Virtus Guanajuato        | 1       | 2          | 2020                   |
| Cedrus Hidalgo           | 1       |            | 2014                   |
| Tapatíos de Jalisco      | 1       |            | 2018                   |
| Jaguares de Nuevo Laredo |         | 2          |                        |
| Dorados de Chihuahua URN |         | 1          |                        |

### Campeonatos por Entidad Federativa
A continuación se muestran los campeonatos por entidad federativa, por cantidad de títulos y cronológicamente:
| Estado     | Campeonatos | Equipos             |
| ---------- | ----------- | ------------------- |
| Nuevo León | 4           | Tigres de la UANL   |
| Guanajuato | 1           | Virtus Guanajuato   |
| Hidalgo    | 1           | Cedrus Hidalgo      |
| Jalisco    | 1           | Tapatíos de Jalisco |